# Olwen
Nella mitologia gallese Olwen è la figlia del gigante Ysbaddaden.
Nella storia Culhwch e Olwen il gigante Ysbaddeden morirà se sua figlia Olwen si sposa. Così quando Culhwch viene per corteggiarla, Ysbaddeden pone come condizione per il matrimonio il compimento di una serie di imprese impossibili. Con l'aiuto di suo cugino re Artù, Culhwch ha successo e Ysbaddaden viene decapitato da Goreu, parente di Culhwch, vendicandosi per la morte dei suoi fratelli.
Il nome Olwen appare anche nel racconto popolare Einion e Olwen dove un pastore viaggia nell'Oltretomba per sposare Olwen. La storia è stata raccolta alla fine del XX secolo, ma è collegata a Culhwch e Olwen.